# ایوان فورنو
ایوان فورنو (فرانسوی: Yvonne Furneaux‎؛ زادهٔ ۱۱ مهٔ ۱۹۲۸) بازیگر اهل فرانسه است.
از فیلم‌ها یا برنامه‌های تلویزیونی که وی در آن نقش داشته‌است می‌توان به لا دولچه ویتا، مومیایی، انزجار، رفیقه‌ها، قطار شب به میلان و کنت دو مونت-کریستو اشاره کرد.